# 眼帶紮竺鯛
眼帶紮竺鯛，又稱長柄天竺鯛、埃氏天竺鲷，为輻鰭魚綱鈎頭魚目天竺鲷科的一種。

## 分布
本魚分布于印度太平洋區，從模里西斯至夏威夷群島、法屬波里尼西亞；西大西洋區，包括巴哈馬群島、波多黎各、庫拉索島、墨西哥等海域。

## 深度
水深3-69公尺。

## 特徵
本魚體細長而側扁，眼大，口大略下位。魚體黃色或紅褐色。有一條穿過眼黑色縱紋，側線的鱗片大且有間隔; 體被小櫛鱗; 第二背鰭基部有一黑色小斑點。背鰭硬棘7枚;背鰭軟條9枚;臀鰭硬棘2枚;臀鰭軟條8枚，體長可達12公分。

## 生態
本魚棲息於岩礁區，白天躲藏於岩架下或岩洞中，夜間出來覓食。繁殖期時，雄魚具有口孵習性，卵約7日化成仔魚，由雄魚吐出，具短暫的仔魚飄浮期。

## 經濟利用
不具經濟價值。